# Boogie Down Productions
Boogie Down Productions foi um grupo de hip-hop originalmente formado por KRS-One, D-Nice e DJ Scott La Rock. DJ Scott La Rock foi assassinado em 27 de Agosto de 1987, meses depois do lançamento do disco de estreia Criminal Minded.
O nome do grupo, Boogie Down, deriva de um apelido da região conhecida como South Bronx. Bronx é um dos cinco distritos da cidade de Nova Iorque. O grupo foi pioneiro na fusão do dancehall com o hip-hop e seu disco de estreia Criminal Minded descreve a vida no Bronx no final dos anos 80, preparando assim o cenário para o que viria a ser chamado de gangsta rap. D-Nice descobriu o rapper (que se tornaria cantor de rock) Kid Rock em 1987 e o ajudou a conseguir um contrato com a  Jive Records em 1988.

## História
Enquanto se acredita que as origens do hip-hop são do Bronx, a letra de "The Bridge" do grupo rival Juice Crew foram mal interpretadas dando a entender que eles reclamavam que o hip-hop foi originado no Queens, mais precisamente em Queensbridge. Boogie Down e KRS responderam furiosamente com canções como The Bridge is Over e South Bronx, que iniciaram uma das mais notáveis "guerras" no hip-hop. MC Shan, Marley Marl, Roxanne Shanté e Blaq Poet lançaram canções cujos versos atacavam KRS e Scott La Rock. A chamada "The Bridge Wars", entretanto, teve curta duração e após a morte de Scott La Rock, KRS-One se concentrou em canções mais conscientes.
Criminal Minded contém vívidas desrições da vida no Bronx, porém o BDP mudou após a morte de Scott. Produtor Lee Smith foi despedido e KRS-One adotou o apelido de "The Teacha" (O Professor) em sua tentativa deliberada de criar um hip-hop mais político e social.
A influência jamaicana presente em Criminal Minded é bem ilustrada pelo uso de riddim especialmente dos riddims "Mad Mad" e "Diseases" iniciados em 1981 com a canção "Zunguzung" da estrela do reggae Yellowman. BDP usou este riff na canção "Remix for P is Free" e mais tarde foi sampleada por artistas como Black Star e dead prez, além de ajudar a reciclar o som jamaicano. Como um álbum aceito por muitos como sendo o início do gangsta rap, Criminal Minded teve um importante papel em reafirmar a aceitação social de ter raízes jamaicanas.

## BDP Crew
Os membros do BDP mudaram continuamente durante toda sua existência, e o único presente em todas as formações foi KRS-One. Os membros e colaboradores do BDP incluíam Lee Smith, Mad Lion, Channel Live, Run, McBoo, Ms. Melodie, Scottie Morris, Tony Rahsan, Willie D., RoboCop, Harmony, DJ Red Alert, Jay Kramer, D-Square, Rebekah Foster e Sidney Mills. BDP como grupo essencialmente terminou porque KRS-One começou a gravar e se apresentar solo.
Lee Smith, que foi co-produtor de "South Bronx", foi o primeiro a inexplicavelmente deixar o grupo após a morte de Scott La Rock.
Nas notas do encarte do álbum de 1992 Sex and Violence, KRS-One escreve: "BDP em 1992 é KRS-One, Willie D e Kenny Parker! BDP não é D-Nice, Jamal-ski, Harmony, Ms. Melodie e Scottie Morris. Eles não estão com o BDP então parem de enfrentar". Steve 'Flash' Juon do RapReviews.com alega que esta declaração iniciou o término do grupo.

## Discografia

### Álbuns
| Detalhes |
| --- |
| Criminal Minded - Lançamento:1987 - Billboard 200: - - Parada R&B/Hip-Hop: #73 - Singles: "South Bronx"/"The P Is Free", "Super Hoe"/"Scott LaRock (Megamix)", "Poetry"/"Elementary", "The Bridge Is Over"/"A Word from Our Sponsor"                                         |
| By All Means Necessary (Ouro) - Lançamento:1988 - Billboard 200: #75 - Parada R&B/Hip-Hop: #18 - Singles: "I'm Still #1"/"Essays on BDP-ism"/"Jimmy", "My Philosophy"/"Stop the Violence", "Stop the Violence"/"Jimmy"                                                       |
| Ghetto Music: The Blueprint of Hip Hop (Ouro) - Lançamento: 28 de Junho de 1989 - Billboard 200: #36 - Parada R&B/Hip-Hop: #7 - Singles: "Jack of Spades"/"Necessary"/"I'm Still #1", "You Must Learn"/"Jah Rulez"/"World Peace", "Why Is That?"/"Who Protects us From You?" |
| Edutainment (Ouro) - Lançamento: 17 de Julho de 1990 - Billboard 200: #32 - Parada R&B/Hip-Hop: #9 - Singles: "Love's Gonna Get'cha (Material Love)"/"The Kenny Parker Show", "Ya Know the Rules"                                                                            |
| Live Hardcore Worldwide - Lançamento: 12 de Março de 1991 - Billboard 200: #115 - Parada R&B/Hip-Hop: #25 - Singles: |
| Sex and Violence - Lançamento: 25 de Fevereiro de 1992 - Billboard 200: #42 - Parada R&B/Hip-Ho: #20 - Singles: "Duck Down"/"We in There", "13 N Good"/"Build & Destroy" |
| Man & His Music (Remixes from Around the World) - Lançamento: 23 de Setembro de 1997 - Compilação |
| Best of B-Boy Records - Lançamento: 8 de Maio de 2001 - Compilação |